# Mary Bateson
Pour les articles homonymes, voir Bateson.
Mary Bateson, née le 12 septembre 1865 à Robin Hood's Bay et morte le 30 novembre 1906 à Cambridge, est une historienne britannique et militante suffragiste.

## Biographie
Mary Bateson est la fille de William Henry Bateson, nommé en 1857 principal de St John's College, Cambridge, et d'Anna Aikin, elle est la sœur du généticien William Bateson et de la journaliste et suffragiste Margaret Heitland.
Elle fait ses études primaires dans une école privée de Cambridge, puis passe une année en Allemagne, à Baden, à l'institut Friedländer. Elle est élève à la Perse School (en) à Cambridge de 1881 à 1884, et elle est chargée des cours d'allemand tout en faisant ses études. Elle s'inscrit à Newnham College, collège pour femmes dont ses parents ont soutenu la fondation en 1871. Elle y est étudiante de 1884 à 1887 et a comme condisciple Clara Skeat, fille du philologue Walter William Skeat, et Blanche Athena Clough, nièce de la première principale de Newnham Anne Clough, et elle-même principale en 1920. Sa sœur aînée, Anna Bateson est étudiante à Newnham durant ces mêmes années. Les deux sœurs vivent à South Hall durant l'année universitaire 1885-1886, Mary Bateson y est encore en 1886-1887, et obtient une mention très bien aux tripos de Cambridge en 1887. Elle est secrétaire de la société de débat de Newnham et en est un membre actif pendant plusieurs années. Elle obtient le prix de l'essai historique 1887, pour son mémoire de recherche intitulé « Monastic civilisation in the Fens » [Le temps des monastères dans la région des Fens]. Elle donne des cours d'histoire constitutionnelle de l'Angleterre à Newnham College à partir de 1888, puis elle devient fellow du collège en 1893. Elle est membre du conseil d'administration et participe aux revendications, restées infructueuses, entre 1895 et 1897, pour obtenir le plein accès des étudiantes à l'université de Cambridge. Elle est convaincue que la qualité de la recherche au sein du collège assure sa sécurité financière et elle joue un rôle important pour fédérer les activités de recherche du collège.
Elle meurt d'une hémorragie cérébrale, le 30 novembre 1906, à Cambridge où elle est enterrée. Elle lègue sa bibliothèque et 2 500 £ à Newnham College, où son souvenir est perpétué par une bourse de recherche. Un buste d'elle en train de lire un livre, sculpté par sa sœur Edith Bateson, est disposé à l'entrée de la bibliothèque.

## Activités de recherche
Ses propres recherches universitaires, dans le champ de l'histoire médiévale, assurent sa notoriété hors de l'enceinte du collège. Elle s'intéresse à la culture médiévale, et publie des articles sur la culture savante et populaire du Moyen Âge. Elle publie notamment la première édition scientifique de la lettre d'Ælfric aux moines d'Eynsham,. Elle s'intéresse également à l'histoire des premières communautés religieuses féminines, et publie « Origin and early history of double monasteries ». Plusieurs de ses recherches sont publiées dans la English Historical Review, elle contribue notamment à une recherche collective, sur les chartes communales de Cambridge (1901) et sur l'Index Britanniae Scriptorum [Annuaire des écrivains anglais] de John Bale (1902). Elle contribue également à la première édition du Dictionary of National Biography, écrivant 108 notices, principalement des articles biographiques sur des personnalités de la période anglo-normande et du haut Moyen Âge, nobles et clercs. Elle-même est le sujet d'une notice du DNB après sa mort. Ses recherches sont encouragées successivement par les historiens Mandell Creighton puis, lorsque celui-ci est nommé évêque de Peterborough, par Frederic William Maitland. Maitland, fondateur de la revue Selden Society, l'incite à s'intéresser au phénomène urbain médiéval. Elle publie une recherche en trois volumes sur la ville de Leicester, éditée de 1899 à 1905, une recherche sur les guildes de Cambridge en 1903 et un travail intitulé Borough Customs, dans lequel elle rassemble des textes datant du Xe au XVIIe siècle sur les chartes, textes de loi, coutumiers, lettres patentes, ordonnances qui retracent les discussions pour établir les règles communales. Elle s'intéresse également aux lois de la ville de Breteuil dans l'actuel département de l'Eure, qui ont, selon elle, inspiré les lois et coutumes d'autres communes. Elle est professeure invitée à l'université de Manchester en 1905, dans le cadre des conférences Warburton. Elle est l'auteure d'un unique ouvrage, Mediaeval England (1903), mais contribue à l'édition de la Cambridge Modern History et à la Victoria County History of Northampton (1906). Les éditions Cambridge University Press la sollicitent pour diriger leur Cambridge Medieval History, mais sa mort prématurée, à l'âge de 41 ans, empêche la réalisation du projet.

## Engagement en faveur du droit de vote des femmes
Mary Bateson est membre de la Cambridge Women's Suffrage Association (CWSA), dont sa mère et sa sœur, Anna Bateson, sont cofondatrices. Sa sœur, Margaret Heitland, est également militante des droits de femmes. La société de Cambridge s'affilie en 1897 à la National Union of Women's Suffrage Societies (NUWSS), plus modéré que l'Women's Political and Social Union (WPSU) d'Emmeline Pankhurst. L'engagement politique de Mary Bateson n'est pas toujours bien vu par ses collègues, notamment par Creighton qui la met en garde contre toute activité politique. Mary Bateson occupe différentes fonctions au sein de la CWSA : elle est organisatrice de meetings (1888), membre du comité exécutif (1889), secrétaire administrative (1892-1898), secrétaire de l'appel spécial (1894) et déléguée nationale au congrès de 1896. Le 19 mai 1906, elle fait partie de la délégation de femmes diplômées de l'université qui rencontre le premier ministre, Henry Campbell-Bannerman. Elle fait une courte allocution et présente une pétition signée par 1 530 femmes diplômées, qui s'indignent que les femmes soient exclues « dans un pays qui prétend être gouverné selon un système représentatif ». Dans son discours, elle fait allusion aux réussites professionnelles de femmes chirurgiennes, médecins, professeures à l'université et dans l'enseignement primaire et secondaire, hauts fonctionnaires, qui réussissent dans les domaines littéraires et les carrières sociales, en précisant l'intitulé des prestigieuses universités et sociétés savantes et professionnelles auxquelles elles appartiennent, soulignant ainsi l'absurdité de leur refuser le droit de vote.

## Publications
- « Monastic civilisation in the Fens » (mémoire de recherche)
- (éd.) « Letter to the Monks of Eynsham », in G.W. Kitchin (dir.), Compotus Rolls of the Obedientiares of St. Swithun's Priory, Winchester, 1892.
- « Origin and early history of double monasteries », Transactions of the Royal Historical Society, 13, 1899, p. 137-198
- (éd.) Borough Customs
- « The Laws of Bréteuil », English Historical Review, n°15, 1900 et n°16, 1901.
- Mediaeval England, 1903.
- (coll.) Cambridge Modern History
- (coll.) Victoria County History of Northampton, 1906.